# Алан Кокс
Алан Кокс (на английски: Alan Cox, роден на 22 юли 1968 в Солихъл, Англия) е британски програмист, участващ активно в разработката на ядрото на „Линукс“ от началото на проекта през 1991 година. Живее в Суонзи със съпругата си.

## Разработка на Линукс ядрото
Докато работи в Университета в Суонзи, Кокс инсталира една от първите версии на „Линукс“ на университетски компютър. Това е една от първите инсталации на операционната система в натоварена компютърна мрежа и наяве излизат много бъгове в мрежовата подсистема. Кокс поправя много от тях, проектира почти наново мрежовия код и се превръща в един от основните разработчици на ядрото.
Кокс поддържа версия 2.2 на ядрото и поддържа собствени версии на 2.4 (означени с „ac“ в името, например 2.4.13-ac1), известни със стабилността си. Често е определян за втория човек в разработката на Линукс след Линус Торвалдс, преди да намали обвързаността си за да следва магистратура. Въпреки това, на 28 юли 2009 се оттегля от поддръжката на TTY, за която все още отговаря, след критики от Торвалдс.
Работи за Red Hat, Inc. в продължение на 10 години, преди да напусне през януари 2009 година. Работи за Intel.
Кокс участва в разработката и на GNOME и X.Org.